# Eva Justin

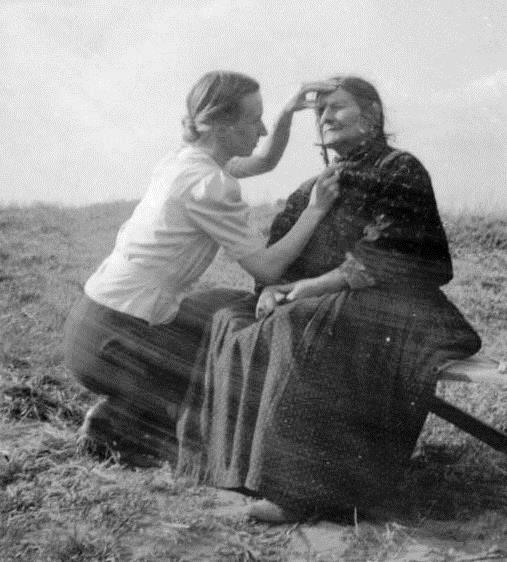
Eva Justin comprobando las características raciales de una mujer gitana, como parte de sus.

Eva Justin (Dresde, 23 de agosto de 1909 - Offenbach del Meno, 11 de septiembre de 1966) fue una antropóloga alemana durante el período del Tercer Reich. Su especialidad era el racismo científico. Sus trabajos contribuyeron en los crímenes nazis en contra de poblaciones sintis y gitanas.

## Primeros años

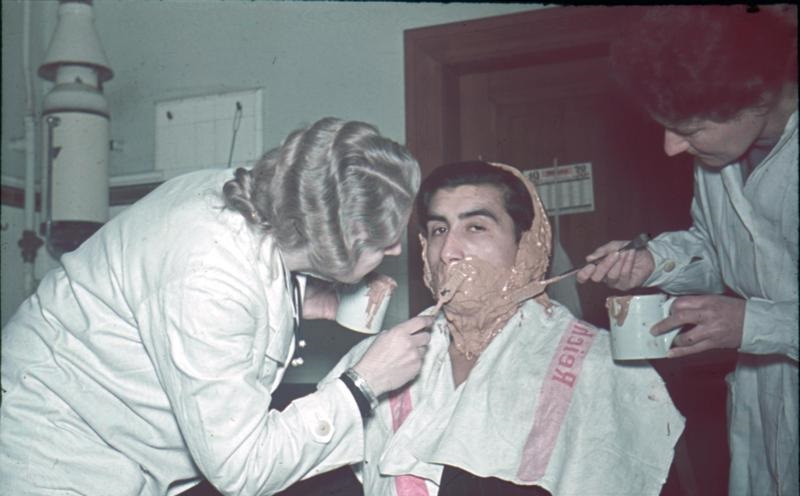
Eva Justin y otra enfermera realizando una craneometría a un hombre.

Eva Justin nació en Dresde en 1909, siendo hija de un funcionario de ferrocarriles. Siendo adulta, fue asistente del psicólogo y teórico racial Robert Ritter.
Justin se formó originalmente como enfermera, y obtuvo su doctorado en antropología de la Universidad de Berlín en 1943, a pesar de no haber cumplido con los procedimientos normales universitarios para obtenerlo. Eugen Fischer la guio durante su tesis doctoral y exámenes finales, mientras que el etnólogo Richard Thurnwald fue quién revisaba su tesis. Justin fue una de las primeras enfermeras en obtener un doctorado. Ya que podía hablar romaní, Justin lograba ganarse la confianza de sintis y gitanos. Su tesis doctoral fue titulada como "Lebensschicksale artfremd erzogener Zigeunerkinder und ihrer Nachkommen" ("Destinos biográficos de los niños gitanos y sus descendientes, quienes fueron educados de forma inapropiada para su especie").

## Holocausto
Los niños que Justin había estudiado habían sido escogidos para ser deportados, pero ella retrasó el proceso hasta que finalizara sus estudios y obtuviera su doctorado. Cuando eso se concretó, los niños de estudio fueron enviados al campo familiar gitano en Auschwitz, el 6 de mayo de 1944. Poco después de que estos niños llegaran, el médico Josef Mengele había arribado a Auschwitz. Algunos de estos niños fueron sometidos a los terribles experimentos de Mengele, y la mayoría fueron finalmente asesinados en la cámara de gas. Aproximadamente entre 39 y 40 niños que Justin había usado para sus investigaciones fueron enviados a Auschwitz en 1944, de los cuales solo 4 sobrevivieron a la guerra, mucho antes de que Justin publicara su tesis. Los 39 niños del orfanato de Mulfigen quienes fueron sujetos de investigación en la tesis doctoral de Justin fueron registrados en Auschwitz el 12 de mayo de 1944. Además de su tesis, Justin también investigó temas antropológicos relacionados con los campos de concentración.
Justin fue una miembro destacada del Centro de Investigación de la Higiene Racial. Escribió en el prólogo de un documento de investigación que esperaba proporcionar la base para futuras leyes de higiene racial, para frenar el flujo de ''elementos primitivos indignos'' dentro de la población alemana. Su posición era que los gitanos no podían ser asimilados porque usualmente se convierten en seres asociales como resultado de su pensamiento primitivo, que debían detenerse los intentos de educarlos. Justin propuso la esterilización para lo gitanos, excepto para aquellos que poseían sangre gitana pura. Ella estuvo presente cuando se organizaron las deportaciones de civiles gitanos y sintis, con rumbo hacia los campos de concentración.
En 1958, el fiscal del distrito de Fráncfort inició una investigación en contra de las acciones de Justin cometidas en tiempos de guerra, luego de que conluyera que son acciones estuvieron sujetas bajo prescripciones. Los magistrados de Fráncfort consideraron que no había pruebas suficientes para procesar a Justin en 1964, bajo la creencia de que Justin no sabía que sus ideas llevaría a que esos niños fuesen enviados hacia campos de concentración, y que los sobrevivientes no recordarían las palizas y otros abusos. Justin afirmaba que sus obras se basaba en las ideas de Robert Ritter, y que ya no las creía.
En la República Federal de Alemania de la posguerra, Justin trabajó como psicóloga para la policía de Fráncfort, e incluso llegó a ser asesora del sistema legal para casos de compensación para los sobrevivientes del Holocausto. Justin falleció de cáncer en 1966, en Offenbach del Meno, una ciudad ubicada al oeste de Fráncfort.